# 질마재문학상
질마재문학상은 10주기를 맞은 미당 서정주 시인을 기리고자 제정된 미네르바문학회와 계간 미네르바가 주최하는 문학상이다. 질마재는 미당 서정주 시인의 고향인 고창군 부안면 선운리에서 오산리로 넘어가는 고갯길로  서정주의 여섯 번째 시집 ‘질마재 신화’의 무대이다. 이와 함께 젊은 시인을 대상으로 질마재 해오름 문학상을 시상한다.

## 역대 수상 작품
- 2010년 1회 장석주 시집 <몽해항로>
- 2011년 2회 조정권 시집 <먹으로 흰 꽃을 그리다>[2]
- 2012년 3회 김요일 시집 <애초의 당신>
- 2013년 4회 김승희 <생강 발가락>
- 2014년 5회  독특한 서정과 상상의 세계를 개척했으며 깊은 내면의 울림으로 시적 성취를 이룬 이은봉 <걸레 옷을 입은 구름>[3]
- 2015년 6회 이규리 <최선은 그런 것이에요>
- 2016년 7회 평론가 이경철
- 2017년 8회 김추인 <오브제를 사랑한>

## 질마재 해오름 문학상
- 2010녀 1회 고영 <너라는 벼락을 맞았다>
- 2011년 2회 길상호 시집 <눈의 심장을 받았네>
- 2017년 상반기 미네르바 신인상 김양균 <낚시터에서> 외 2편, 이유정 <물고기자리> 외 2편

## 미네르바 작품상
- 2008년 1회 김충규 <아무도 없는 물가에서 노래를 불렀다>
- 2010년 3회 최금녀 <원반던지기>[4]
- 2011년 4회 달라진 문학장과 미디어 환경에서 우리 시가 어떤 소통과 인륜성 그리고 상상력을 견지해야 하는지를 논의하는 평론가 김석준 <디지털 시대에 시 쓰기의 위의: 소통, 인륜성 그리고 상상력>[5]
- 2012년 5회 김정임 시집 <푸른별선인장>
- 2013년 6회 권덕하
- 2014년 7회 이채민
- 2015년 8회 조동범
- 2016년 9회 김세영